# Jules Mansart
Jules Mansart (Bois-d'Haine, 29 mei 1862 - Sint-Gillis, 24 juni 1944) was een Belgisch socialistisch politicus.

## Levensloop
Mansart liep lagere school in zijn geboorteplaats Bois-d'Haine en volgde later les in het volwassenonderwijs in Jolimont en de industriële school in Marcinelle. 
Vanaf zijn tiende was hij mijnwerker in verschillende koolmijnen in de Centre en uiteindelijk werd hij opzichter. In 1882 werd hij uitgeloot om voor drie jaar militaire dienst te vervullen en volgde hij les aan de genieschool. Mansart verliet in 1885 het leger met de rang van sergeant  van de genie. 
In 1886 was hij een van de oprichters van de socialistische coöperatie Le Progrès in Jolimont, waar hij in 1891 aan de slag ging als bediende. In juni 1886 lag hij ook aan de basis van de coöperatieve bakkerij Au Progrès, bestemd voor de arbeiders in de Centre, waar hij mee de statuten schreef en lid werd van de raad van beheer. In 1890 was Mansart een van de oprichters van de mijnwerkersvakcentrale Fédération syndicale des mineurs du Centre, waarvan hij voorzitter en tot 1910 secretaris-penningmeester was. In die hoedanigheid woonde hij heel wat nationale en internationale mijnwerkerscongressen bij. Ook was Mansart tot 1921 gedelegeerde voor de Centre in het Nationaal Comité de Nationale Federatie der Belgische Mijnwerkers, vanaf 1919 de Nationale Centrale der Mijnwerkers van België geheten. 
Vanaf de oprichting in 1891 was Mansart tevens secretaris-penningmeester van de Federatie van Socialistische Mutualiteiten van de Centre, na Bond Moyson in Gent de belangrijkste socialistische mutualiteit van het land. Van 1911 tot 1920 was hij voorzitter van deze mutualiteit en daarna kreeg hij de functie van erevoorzitter toegewezen. Daarnaast was hij ondervoorzitter van het nationaal bestendig comité van mutualiteiten. In 1907 was Mansart een van de oprichters van verzekeringsmaatschappij La Prévoyance Sociale; hij zetelde er in de raad van beheer, was vanaf 1911 gedelegeerd bestuurder en was vanaf 1921 ondervoorzitter van de beheerraad. Vanaf 1913 was Mansart bovendien beheerder van de Bank van de Arbeid in Gent, tot die in 1934 failliet ging. 
Van 1891 tot 1894 was Mansart lokaal correspondent voor het socialistische dagblad Le Peuple, in 1892 werd hij lid van het regionale comité van de Belgische Werkliedenpartij in de Centre en hij werd ook voorzitter van de BWP-federatie van het arrondissement Zinnik. Andere functies die Mansart uitoefende, waren:
- voorzitter van het regionaal comité voor de strijd tegen onvrijwillige werkloosheid in de Centre.
- lid van de raad van beheer van het Nationaal Mijninstituut.
- lid van de raad van bestuur van de commissie belast met de verbetering van de fiscaliteit in steden en gemeenten.
- beheerder van de Nationale Maatschappij van Buurtspoorwegen in de Centre.

Van 1894 tot 1932 zetelde Mansart namens de Belgische Werkliedenpartij voor het kiesarrondissement Zinnik in de Kamer van volksvertegenwoordigers. Hij was er penningmeester van de socialistische fractie en secretaris van 1910 tot 1921. Als Kamerlid ging zijn aandacht uit naar mijnwerkerskwesties, de wetgeving rond arbeidsongevallen en  sociale voorzorg en kwam hij ook tussenbeide over onderwijskwesties en het militair beleid. 
Op lokaal niveau was hij van 1895 tot 1929 gemeenteraadslid van La Louvière, waar hij in 1896 schepen voor Financiën en van 1896 tot 1897 en van 1898 tot 1904 dienstdoend burgemeester was. Ook nadat hij zich rond 1911 in Brussel vestigde, bleef Mansart actief in de lokale politiek van La Louvière. In 1929 nam hij uiteindelijk ontslag uit de gemeenteraad na een conflict binnen de socialistische meerderheid.

## Publicatie
- Les revendications des mineurs à la Chambre. Discours prononcé dans la discussion du budget de l'industrie et du travail, Cuesmes, 1901.